# Fairview (Oklahoma)
Fairview je město v okresu Major County ve státě Oklahoma ve Spojených státech amerických. K roku 2010 zde žilo 2 579 obyvatel. S celkovou rozlohou 18,6 km² byla hustota zalidnění 140 obyvatel na km².